# Márcia Dantas
Márcia Dantas (Belém, 1 de agosto de 1987) es una periodista y presentadora de televisión brasileña.

## Carrera
Márcia empezó en la carrera periodística a los 19 años de edad, como estagiaria en Record Belém.
En 2008, debutó en RBA TV (afiliada de Band en Pará), donde trabajó como reportera y se quedó hasta 2011.
Tuvo su segundo pasaje por Record Belém entre 2011 y 2015, donde presentó Fala Pará y Pará Record, hasta ser transferida para la sede de la red, en São Paulo.
En 2016, pasó a trabajar en SBT, inicialmente integrando el equipo de reporteros. Posteriormente, pasó a conducir programas periodísticos como SBT Notícias, Primeiro Impacto y SBT Brasil,siendo que en este último, se quedó hasta el 9 de marzo de 2024, junto a Marcelo Torres. Dantas sigue en el noticiero, pero como presentadora del Pronóstico del Tiempo y tambíén como conductora eventual a los sábados. Volvió a ser titular de un noticiero diario el 17 de abril de 2024, cuando pasó a sustituir a Christina Rocha en Tá na Hora (Está en la Hora).
Además de la televisión, Márcia también organiza clases en línea de teleperiodismo y técnicas para el trabajo en televisión.

## Vida personal
Márcia estuvo casada con el director de televisión Rafael Perantunes, con quien tuvo un hijo, llamado Gabriel, nacido en 2017. Es hincha de Clube do Remo.